# Ananda Shankar
Ananda Shankar, född 11 december 1942 i Almora, Uttar Pradesh, Indien, död 26 mars 1999, var en indisk musiker som spelade sitar. Hans musik är ganska psykedelisk.

## Biografi
Ananda Shankar var son till Amala och Uday Shankar, och han var brorson till den berömde sitar-mästaren Ravi Shankar. Det var inte Ravi som lärde Ananda att spela sitar, han lärde sig spela instrumentet av Lalmani Misra då han studerade vid Banaras Hindu University.

## Karriär
Under slutet av 1960-talet reste Shankar till Los Angeles, där han spelade med många samtida musiker, bland andra Jimi Hendrix. Där skrev han kontrakt med Reprise Records, och han släppte sitt första självbetitlade album år 1970. Albumet innehåller både klassisk indisk musik och sitar-baserade covers på Rolling Stones-låten Jumpin Jack Flash och The Doors-låten Light My Fire.
Under början av 1970-talet återvände Shankar till Indien där han fortsatte experimentera med sin musik, och år 1975 släppte han sitt mest kritikerrosade album Ananda Shankar and His Music. Albumet sålde väldigt bra och gavs ut på CD år 2005.
Under återstoden av 70-talet och 1980-talet gick det lite segt, men sen började Shankars popularitet öka igen under 1990-talet och hans musik spelades ofta av DJ:s på olika nattklubbar runtom i Europa, särskilt i London.
Under slutet av 90-talet turnerade Shankar mycket i Storbritannien tillsammans med olika DJ:s, vilket resulterade i albumet Walking On, där Shankars sitar-musik blandas med breakbeat och hiphop. Shankar dog av plötslig hjärtsvikt år 1999, och albumet publicerades året därpå.
Shankars musik spelas ofta i TV-spel, exempelvis i Grand Theft Auto: Liberty City Stories.